# Nine Days
Nine Days es una banda de Rock de Long Island, Nueva York, formada en 1994 por John Hampson y Brian Desveaux. Realizaron 3 álbumes independientes en la década de 1990 antes de su álbum debut, The Madding Crowd, realizado en el año 2000. La banda está actualmente compuesta John Hampson (voz principal y guitarra), Brian Desveaux (coros y guitarra), Jeremy Dean (teclado), Nick Dimichino (bajo y coros) y Vincent Tattanelli (batería).
Ellos son mejor conocidos por su éxito "Absolutely (Story Of A Girl)".
- Datos: Q1759727